# Česká pošta
Česká pošta è un'azienda pubblica che si occupa di servizi postali, bancari, finanziari, telecomunicazione e di riscossione e pagamento e di raccolta del risparmio postale in Repubblica Ceca. Con sede a Praga, la società ha circa 31.000 dipendenti. Česká pošta serve principalmente la Repubblica Ceca, ma effettua consegne anche in altri paesi.

## Storia
Česká pošta è stata fondata il 1 gennaio 1993, con lo scioglimento della Cecoslovacchia, separata dal servizio postale slovacco, nonché dalla Cesky Telecom. Tutte queste organizzazioni erano state precedentemente riunite sotto l'Amministrazione delle poste e delle telecomunicazioni, ma sono state divise a seguito di una decisione del ministro dell'Economia ceco il 16 dicembre.
Il 29 maggio 1999 il servizio postale è passato dal "metodo ambulatoriale" di smistamento degli invii, in base al quale venivano elaborati durante il viaggio, a un sistema in cui tutta la posta veniva smistata negli snodi di trasporto di raccolta (in ceco: Sběrných přepravních uzlů; SPUs) o presso gli uffici postali. Il 1º aprile 2005 Česká pošta è divenuta di competenza dell'Ufficio ceco delle telecomunicazioni. Il 1º settembre dello stesso anno il servizio ha ricevuto un attestato di accreditamento per la fornitura di firme digitali.
Il 18 giugno 2018 Roman Knapp è diventato amministratore delegato di Česká pošta.